# هارون هنري (لاعب كرة قدم)
هارون هنري (بالإنجليزية: Aaron Henry) هو لاعب كرة قدم بريطاني في مركز الوسط، ولد في 31 أغسطس 2003 في إنجلترا في المملكة المتحدة. لعب مع تشارلتون أثلتيك.

## وصلات خارجية
- هارون هنري على موقع قاعدة بيانات كرة القدم.إي يو (الإنجليزية)
- هارون هنري على موقع Soccerway.com (الإنجليزية)
- هارون هنري على موقع عالم كرة القدم.نت (الإنجليزية)